# Děvana Mírová

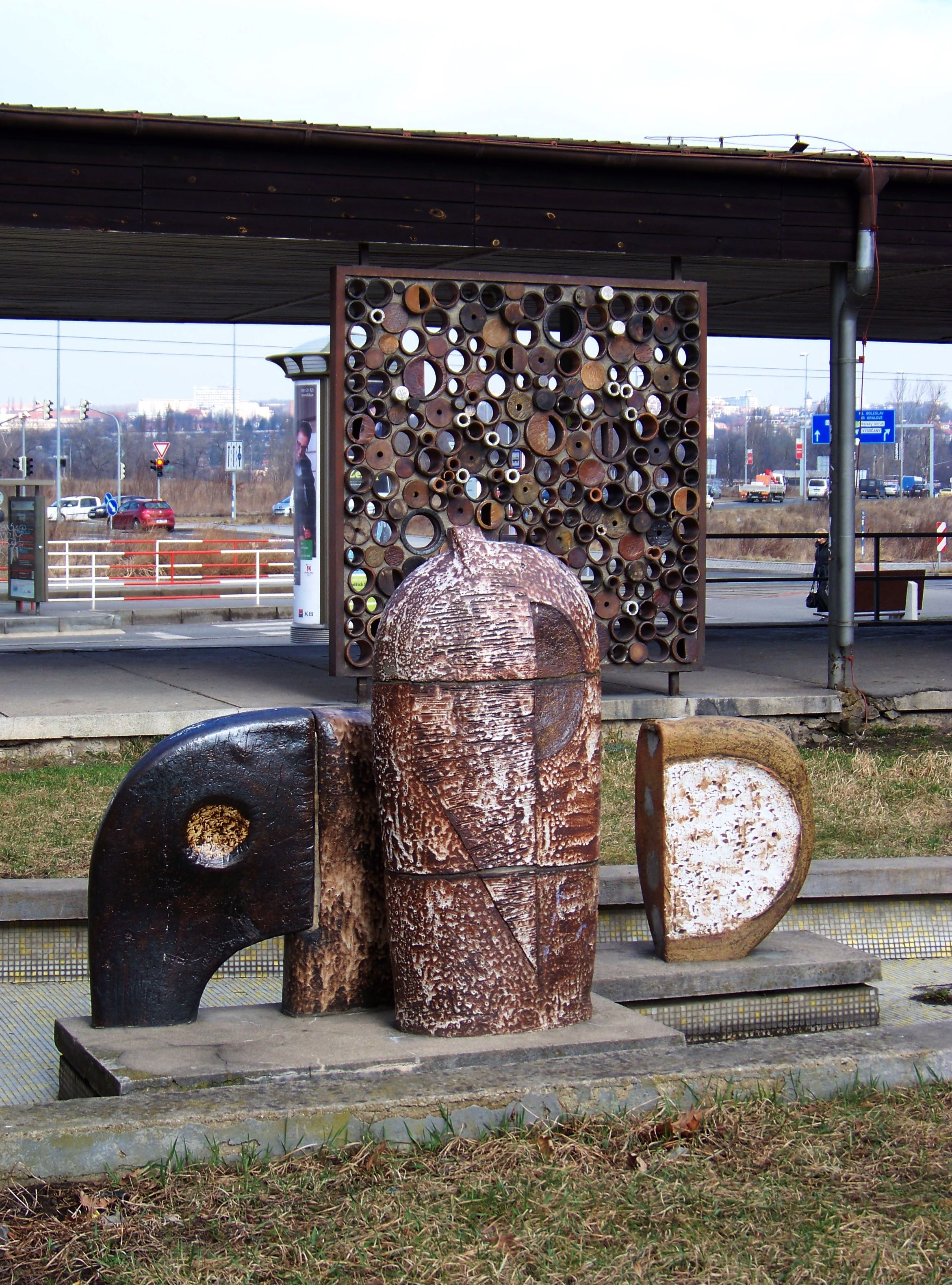
Plastika, kterou vytvořila Děvana Mírová spolu s Lydií Hladíkovou a Marií Rychlíkovou

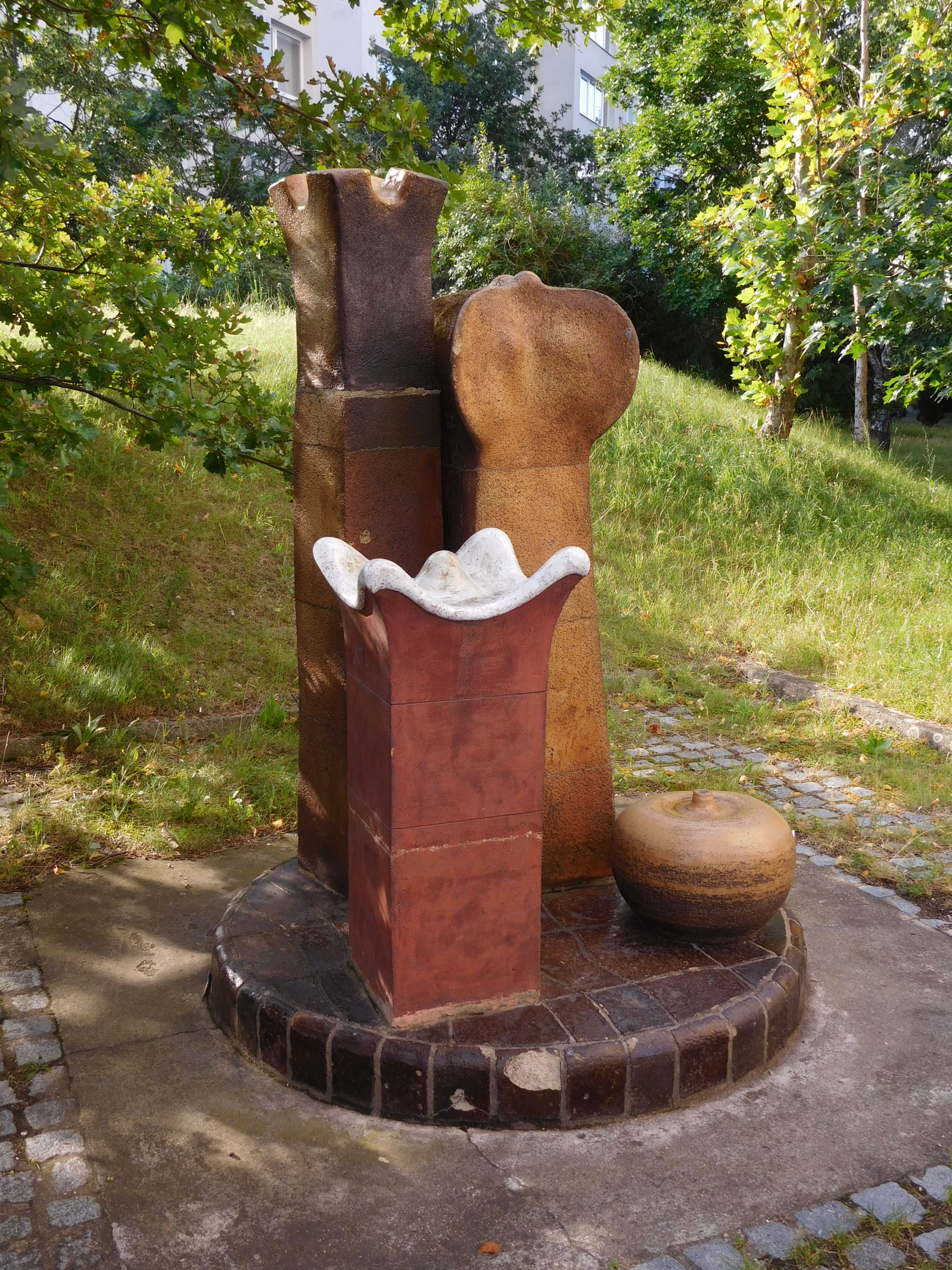
Plastika v Praze-Hájích

Děvana Mírová-Matašovská (14. ledna 1922 Praha, Československo – 2003) byla česká keramička. Studovala u Josefa Kaplického a Otto Eckerta. Tvořila keramické objekty, nádoby či vázy malých rozměrů. Autorsky se též podílela na velkorysých keramických realizacích pro architektonické stavby (například československý pavilón na výstavě Expo 67 v kanadském Montréalu nebo výzdobu televizního vysílače na Ještědu). V Hradci Králové navrhla plášť Módního domu Don.
Spolu s keramičkami Lydií Hladíkovou a Marií Rychlíkovou vyzdobily svými výtvory okolí pražské stanice metra Invalidovna na Sídlišti Invalidovna.